# رود ایه‌کیت
رود ایه‌کیت (انگلیسی: Eyekit) یک رودخانه در استان یاقوتستان کشور روسیه است.